# Henna Goudzand Nahar
Henna Goudzand Nahar, nacida: Henna Goudzand (Paramaribo, 28 de diciembre de 1953) es una escritora de Surinam. Suele escribir bajo los nombres de Amber y Amber Nahar.
Henna Goudzand trabajó como docente de neerlandés en Paramaribo y – desde que se mudó en 1989 a los Países Bajos – en Ámsterdam. Ha publicado historias en la revista de mujeres de Surinam llamada Brasa, y Preludium (1988), De Gids (1990), De Groene Amsterdammer (1992), y en la antología de cuentos Verhalen van Surinaamse schrijvers (1989), Hoor die tori! (1990), Sirito (1993) y Mama Sranan; 200 jaar Surinaamse verhaalkunst (1999). También escribió los libros para niños Op zoek naar een vriend (1994), De Bonistraat (1996), Toch nog gelukkig (1996; junto con Baptista van Laerhoven), y De stem van Bever (2007; ilustrado por Jeska Verstegen). Escribió críticas y comentarios para De Ware Tijd Literair y Oso.